# Lotnisko Lublin-Radawiec
Lotnisko Lublin-Radawiec (kod ICAO: EPLR) – cywilne lotnisko sportowe Aeroklubu Lubelskiego w Radawcu Dużym w gminie Konopnica, około 11 km od centrum Lublina.
W sezonie na lotnisku znajduje się Zakład Usług Agrolotniczych z samolotem PZL M18 Dromader służącym głównie do gaszenia pożarów lasów. Z lotniska Świdnik EPSW przeniosła się firma Heliseco, która jest firmą usługową i wykonuje swoje operacje na śmigłowcach Mi-2+.

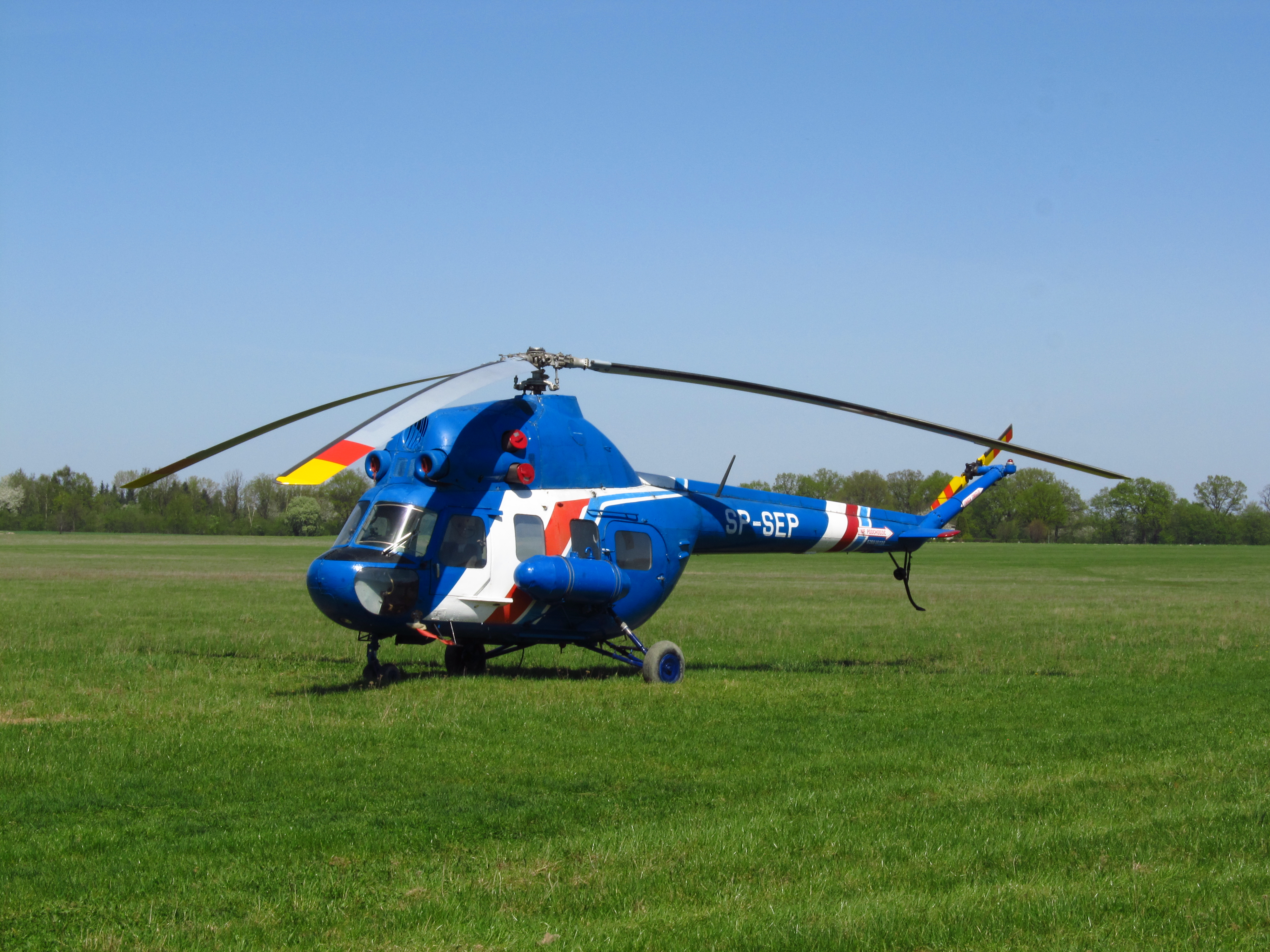
Jeden ze śmigłowców firmy Heliseco stacjonujący na lotnisku w Radawcu.